# Templo de Adur Gusnaspe
Adur Gusnaspe (em persa médio: 𐭠𐭲𐭥𐭫𐭩 𐭦𐭩 𐭢𐭱𐭭𐭮𐭯; romaniz.: Ādur ī Gušnasp [ʾtwly ZY gšnsp]), Azargusasbe (em persa: آذرگشسب; romaniz.: Āzargušasb) ou Azargusnasbe (آذرگشنسب, Āzargušnasb) era o templo de fogo sagrado zoroastrista do mais alto grau (Ataxe Berã), que serviu como um dos três fogos mais sagrados do Irã pré-islâmico; os outros dois sendo Adur Farnebague e Adur Burzém-Mir. Dos três, Adur Gusnaspe é o único fogo cuja estrutura do templo foi descoberta e "para o qual evidências arqueológicas, sigilográficas e textuais estão disponíveis".

## Nome
Gusnaspe (𐭢𐭱𐭭𐭮𐭯, Gušnasp) é um nome persa médio formado por gušn (do iraniano antigo *vṛšna-), "macho", e asp, "cavalo". Nesse sentido, significa "aquele com cavalos". Foi registrado em armênio como Vesnaspe (Վշնասպ, Všnasp). Já Adur/Adar (𐭠𐭲𐭥𐭥𐭩, ādur/ādar) é a palavra em persa médio e parta para "fogo", derivada do avéstico Atar (𐬁𐬙𐬀𐬭, ātar). Foi um termo utilizado para indicar templos zoroastristas dedicados ao fogo sagrado, bem como é o nome do nono mês do calendário zoroastrista e o nono dia do mês.

## História

### Localização e objetivo
O templo, construído pelos reis sassânidas, estava localizado na cidade de Xiz no Azerbaijão, hoje Tacte-e Soleimão na província do Azerbaijão Ocidental. Era um templo de fogo do mais alto grau (Ataxe Berã) e era um dos três templo de fogos mais sagrados do Irã pré-islâmico; os outros dois eram Adur Farnebague e Adur Burzém-Mir. Dos três, Adur Gusnaspe é o único cuja estrutura do templo foi descoberta e "para o qual evidências arqueológicas, sigilográficas e textuais estão disponíveis". Adur Gusnaspe serviu como um importante local de peregrinação. A identificação do sítio de Tacte-e Soleimão com Adur Gusnaspe tornou-se clara quando uma bula da era sassânida foi descoberta lá, que tinha a seguinte gravura: "Sumo sacerdote da casa do fogo de Gusnaspe" (mowbed i xanag i Adur i Gushnasp).

### Origem
O templo não é mencionado nas primeiras fontes sassânidas, e a arqueologia sugere que o fogo sagrado foi levado pela primeira vez ao sítio no Azerbaijão no final do século IV ou início do V. Sob os sassânidas, estava ligado à classe guerreira (artestar), à qual a própria dinastia sassânida pertencia. Da mesma forma que os arsácidas em Adur Burzém-Mir, os sassânidas concederam presentes a Adur Gusnaspe, com o primeiro rei registrado sendo Vararanes V (r. 420–438). Este último é mencionado em várias situações relacionado ao templo, como quando celebrou o Noruz e o Sade lá, e também confiou ao sumo sacerdote a conversão de sua esposa indiana. Cosroes I (r. 531–579) teria visitado o fogo antes de lançar uma expedição militar. Ele também concedeu ao templo do fogo uma quantia extensa que fazia parte do tributo que os bizantinos pagavam aos sassânidas. Os reis não eram os únicos que faziam oferendas ao fogo; de acordo com o Saddar Bundahesh, é recomendado que, ao orar para recuperar a visão, jure: "Farei um olho de ouro e o enviarei a Adur Gusnaspe" ou, para fazer uma criança se tornar astuta e sensata, envie um presente ao fogo. Esse templo era famoso por sua imensa quantidade de riqueza em fontes bizantinas e islâmicas.

### Declínio e queda
O templo foi saqueado em 623/4 pelo imperador Heráclio (r. 610–641) durante a guerra bizantino-sassânida de 602–628. Os iranianos conseguiram o fogo sagrado, que mais tarde restauraram no templo, que foi rapidamente reconstruído. O texto apocalíptico de persa médio Zand-i Wahman yasn pode relatar alguma forma de memória contemporânea da destruição do templo: "Removerão Adur Gusnaspe de seu lugar... por conta (da devastação) desses exércitos, Adur Gusnaspe será levado para Padiscuargar." O fogo continuou a arder por um longo período na era islâmica, mas a perseguição acabou aumentando e, no final do século X ou início do XI, o fogo provavelmente já havia sido extinto. Pouco depois, um governante muçulmano local usou os restos do templo para erguer um palácio no topo da colina.